# 君怡酒店 (澳門)
君怡酒店（Grandview Hotel），是澳門氹仔的一間賭場酒店，設有娛樂場。有407間酒店房，及各式餐廳、游泳池等。

## 簡介
暂缺

## 歷史
酒店於1998年開幕，初期並無設有賭場設施。後期，原澳門賽馬會娛樂場遷至酒店內，為酒店增設了博彩服務。2005年3月，酒店被澳門黃金集團（港交所：1031）所收購。原澳門賽馬會娛樂場再違規擴建並易名為君怡娛樂場。

### 黑心月餅事件
2018年9月，食安中心抽檢該酒店君怡軒出品的月餅，發現致癌物黃曲霉毒素B1遠超安全標準，政府勒令停售，該月餅的蓮蓉是經採購經理李露與酒店總經理陳蓁蓁指定珠海的某食品廠購入，來源不明。

### 香港證監會上門查封
母公司金利豐集團於2019年3月7日被證監會查封。君怡酒店能否繼續營運成疑。

### 黃金集團倒閉
2022年3月30日，母公司之一黃金集團宣布結束營運。

### 賭場結束營運
基於澳門政府對衛星賭場的封殺，君怡娛樂場於2025年7月30日晚上結束營運，成為2025年首間停運的衛星賭場。

## 鄰近

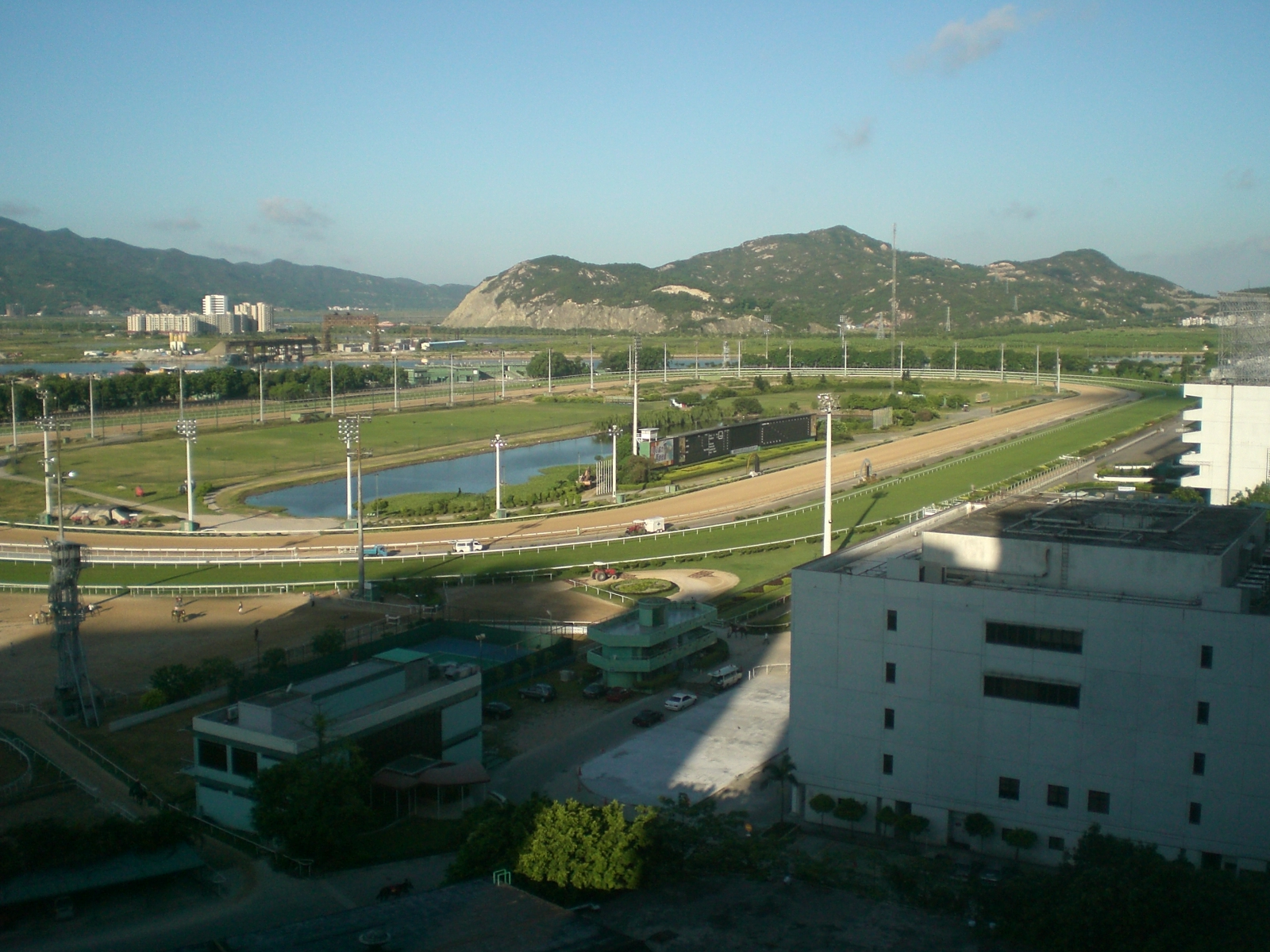
君怡酒店房間之主要景觀，澳門賽馬會氹仔馬場。

- 澳門運動場
- 澳門賽馬會
- 澳門四面佛